# Supercopa d'Europa de futbol 2005
La Supercopa d'Europa 2005 va ser un partit de futbol entre el Liverpool FC d'Anglaterra i el CSKA Moscou de Rússia que es va disputar el 26 d'agost del 2005 a l'Estadi Lluís II, Mònaco. La Supercopa d'Europa de la UEFA és disputada any rere any entre els guanyadors de la Lliga de Campions de la UEFA i Lliga Europa de la UEFA. El Liverpool apareixia en la Supercopa d'Europa per cinquena vegada. Resultà campió de les edicions de 1977 i 2001. El CSKA Moscou apareixia en la Supercopa d'Europa per primer cop, el primer equip rus en aparèixer en la competició.
Els equips s'havien qualificat per la competició com a guanyadors de les dues competicions europees de la temporada. El Liverpool va guanyar la Lliga de Campions 2004–05, derrotant l'equip italià AC Milan 3–2 en una tanda de penals després que el partit hagués acabat 3–3. El CSKA de Moscou, d'altra banda, va guanyar la Copa de la UEFA 2004-2005, després d'haver vençut l'equip portuguès Sporting Portugal 3–1.
Mirat per una multitud de 17,042, el CSKA va agafar l'avantatge en la primera meitat quan Daniel Carvalho va marcar. El Liverpool no va respondre fins al minut 82 quan el substitut Djibril Cissé va marcar. El marcador va quedar 1–1 fins al final dels 90 minuts i va enviar el partit a la Pròrroga. Cissé va marcar un altre cop en el minut 103 per donar l'avantatge al Liverpool, el qual es va ampliar més tard per Luis García. El Liverpool va aguantar fins al final de la pròrroga per guanyar el partit 3–1, el seu tercer triomf en la Supercopa d'Europa.

## Partit

### Avantmatx

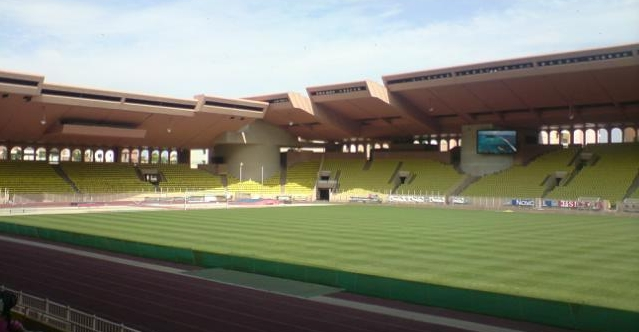
El Stade Louis II, el qual ha estat el local per la Supercopa d'Europa des del 1998

El Liverpool es va classificar per la Supercopa d'Europa com a campió de la Lliga de Campions. Havien guanyat la Lliga de Campions després de vèncer a l'AC Milan 3–2 en una tanda de penals després que el partit acabés 3–3. Va ser la cinquena aparició del Liverpool en la Supercopa. Anteriorment, havien guanyat la competició els anys 1977 i 2001, vencent l'Hamburg SV i el Bayern de Múnic respectivament. En les dues altres aparicions en les edicions del 1978 i el 1984 hi va perdre davant l'RSC Anderlecht i la Juventus FC respectivament.
El CSKA de Moscou es va classificar per a la Supercopa d'Europa com a campió de la Copa de la UEFA. Havien batut l'Sporting Portugal 3–1 per esdevenir el primer equip rus en guanyar un trofeu europeu. Per això, feien la seva primera aparició en la competició i era el primer equip rus en disputar-la.
Ambdós equips ja havien disputat alguns partits, el qual era inusual, ja que la Supercopa normalment hauria estat el primer partit important per als dos. El Liverpool va ser forçat a entrar a la primera ronda de qualificació de la Lliga de Campions 2005-06, malgrat ser-ne els campions. No havien aconseguit acabar entre els quatre primers de la Premier League 2004-05, que assegurava la qualificació a la Lliga de Campions. La UEFA els va concedir llicència especial per entrar a la competició com a titulars. Mentrestant, el CSKA de Moscou era al mig de la seva temporada domèstica. Al temps d'aquest partit eren segons en la lliga russa del 2005, set punts darrere dels líders Lokomotiv Moscou.
Ambdós equips van donar valor a la competició, malgrat que alguns comentaristes no donaven importància al partit. El capità del CSKA Serguei Ignaxévitx va subratllar l'estat d'ànim del seu equip: "sabem que els seus jugadors són molt forts perquè van guanyar la Lliga de Campions. Però no estem pensant en les individualitats. Nosaltres només ens preocupem de nosaltres mateixos i no d'ells." Així mateix, el capità del Liverpool Steven Gerrard estava igualment determinat a ser reeixit: "Aquesta és l'oportunitat de guanyar un altre trofeu. Quan jugues contra equips bons has de donar el millor de tu mateix. No estic pensant en el passat ni en el fet que vam guanyar la Lliga de Campions."
Tant el CSKA com el Liverpool van tenir problemes per lesions abans del partit. El davanter del CSKA Ivica Olić, el màxim golejador de Rússia en aquell moment, no va poder jugar a causa d'una lesió de genoll seriosa. Tanmateix, el company davanter del CSKA Vágner Love, segons l'entrenador Valeri Gazzàiev, no tenia "cap problema" sobre la seva lesió de cama. El Liverpool estava sense el duo lesionat Djimi Traoré i Peter Crouch. Hi havia també dubtes sobre si el seu capità Steven Gerrard jugaria. La decisió sobre si la seva lesió al panxell s'havia curat prou per al partit, es va deixar fins a l'últim moment. No obstant això, Gerrard no es va considerar en bones condicions i va quedar fora de la plantilla. El camí cap al partit havia estat canviat respecte de l'any anterior. Els Premis de l'any de la UEFA van ser incorporats al sorteig de la fase de grups de la Lliga de Campions 2005–06 el dia abans del partit.

### Resum
El CSKA va sacar, però el Liverpool va tenir la primera ocasió del partit. Dietmar Hamann va disparar des de 20 iardes (18 m) però el seu tir va ser salvat pel porter del CSKA Ígor Akinféiev 11 minuts després de l'inici del partit Luis García es va imposar un altre cop a la porteria després d'una passada de Boudewijn Zenden, però abans que pogués disparar, Akinféiev va atrapar la pilota. García es va imposar un altre cop a la porteria després d'una passada de Boudewijn Zenden, però el seu xut va superar el travesser. A mig camí a través de la primera meitat, García va trobar Fernando Morientes a 23 metres del gol amb una passada, però el tir subsegüent de Morientes va ser salvat per Akinféiev. En aquest punt en el partit, el Liverpool dominava la possessió, però era incapaç de convertir-la en gols. Amb el Liverpool dominant la major part de la meitat, el CSKA va marcar contra el curs del joc. El migcampista Daniel Carvalho va agafar la pilota un cop passat el porter del Liverpool Pepe Reina i va fer gol per donar al CSKA un 1–0 d'avantatge. No va ser fins al minut 36 que el Liverpool no va crear una altra oportunitat de gol; tanmateix, García i Steve Finnan no van aconseguir marcar. Cap al final de la primera meitat, Zenden va ser amonestat amb una targeta groga per una entrada a destemps a Chidi Odiah.

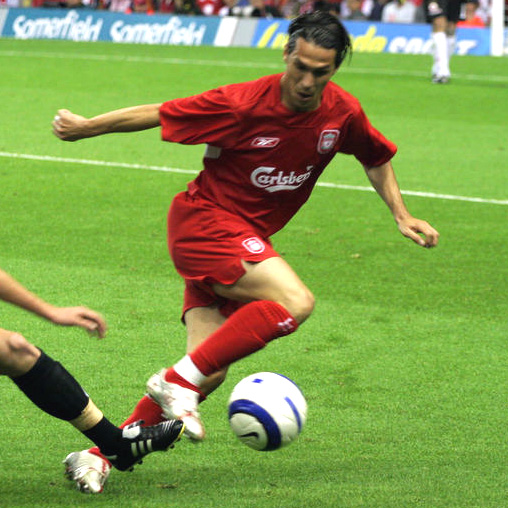
Luis García va marcar el tercer gol del Liverpool

El Liverpool va sacar a la segona meitat i cinc minuts després li van mostrar una targeta groga al defensa del Liverpool Josemi per una falta a Miloš Krasić. El joc pobre del Liverpool davant del gol va continuar després del descans; Josemi va tenir una possibilitat de marcar, però el seu xut des de la vora de l'àrea de penal va anar sobre el travesser. Després de l'atac, el Liverpool va fer la primera substitució del partit; Florent Sinama-Pongolle va reemplaçar Finnan. Després d'una hora de joc, una confusió entre Reina i Sami Hyypiä gairebé esdevé un gol per al CSKA, abans que Hyypiä intervingués per allunyar la pilota. El CSKA va fer la seva primera substitució en el minut 66 amb Deividas Šemberas substituint Iuri Jirkov. El Liverpool va fer el mateix i va substituir Xabi Alonso per Mohamed Sissoko. Vágner Love va tenir una possibilitat d'estendre l'avantatge del CSKA en el minut 77, però va ser incapaç de controlar la pilota després d'una passada alta i va perdre la possessió. Malgrat el seu lideratge, el CSKA era negatiu en el seu joc; i van ser castigats quan el Liverpool va substituir John Arne Riise amb el davanter Djibril Cissé. Cissé va fer un impacte immediat; va córrer després d'una passada de García. La passada va ser allunyada pel defensa del CSKA Serguei Ignaxévitx, però va rebotar a Cissé i el va deixar amb una oportunitat de gol després que Akinféiev sortís de la porteria en un intent d'allunyar la pilota. El gol de Cissé va significar que el partit estava ara empatat a 1–1 i després que cap equip aconseguís marcar més, el partit va anar a la Pròrroga.
El CSKA va sacar a la primera meitat de la Pròrroga. Al cap de cinc minuts, el substitut del Liverpool Sinama-Pongolle va ser sancionat. Quan faltaven dos minuts perquè s'acabés la primera meitat, la pilota va ser jugada al centre de la meitat del CSKA; Ignaxévitx va jutjar malament el vol de la pilota, la qual va anar sobre el seu cap i va caure a Cissé. El seu tir posterior va ser salvat per Akinféiev, però la pilota va rebotar a Cissé qui va anotar per donar un 2–1 d'avantatge al Liverpool. La meitat es va acabar amb el Liverpool que anava per damunt en el marcador per primer cop en el partit. El Liverpool va sacar la segona meitat de la Pròrroga. El CSKA va tenir la primera ocasió de la segona part, però l'esforç de Vagner Love fou fàcilment contrarestat per Reina. El Liverpool va respondre al mig de la meitat; la passada de Cissé des de la dreta del camp va ser rebuda per García, qui va marcar. Cap altre gol va ser marcat i l'àrbitre va donar el partit per acabat amb un resultat final de 3–1 pel Liverpool.

### Detalls
| Liverpool FC                       | 3–1 (pr.) | CSKA Moscou  |
| ---------------------------------- | --------- | ------------ |
| Cissé 82', 103' · Luis García 109' | Report    | Carvalho 28' |

| Liverpool FC | CSKA Moscou |

| PO             | 25 | Pepe Reina              |     |     |
| DF             | 17 | Josemi                  | 50' |     |
| DF             | 23 | Jamie Carragher (c)     |     |     |
| DF             | 4  | Sami Hyypiä             | 73' |     |
| DF             | 6  | John Arne Riise         | 79' |     |
| MC             | 16 | Dietmar Hamann          |     |     |
| MC             | 3  | Steve Finnan            | 55' |     |
| MC             | 14 | Xabi Alonso             | 70' |     |
| MC             | 30 | Boudewijn Zenden        | 38' |     |
| DV             | 10 | Luis García             |     |     |
| DV             | 19 | Fernando Morientes      |     |     |
| Substituts:    |    |                         |     |     |
| PO             | 20 | Scott Carson            |     |     |
| DF             | 28 | Stephen Warnock         |     |     |
| MC             | 22 | Mohamed Sissoko         | 70' |     |
| DV             | 9  | Djibril Cissé           | 79' |     |
| DV             | 24 | Florent Sinama-Pongolle | 95' | 55' |
| Entrenador:    |    |                         |     |     |
| Rafael Benítez |    |                         |     |     |

| PO              | 35 | Ígor Akinféiev         |      |     |
| DF              | 15 | Chidi Odiah            | 90'  |     |
| DF              | 4  | Serguei Ignaxévitx (c) |      |     |
| DF              | 24 | Vassili Berezutski     |      |     |
| DF              | 6  | Aleksei Berezutski     |      |     |
| MC              | 22 | Evgeni Aldonin         |      |     |
| MC              | 17 | Miloš Krasić           | 85'  |     |
| MC              | 25 | Elvir Rahimić          |      |     |
| MC              | 18 | Iuri Jirkov            | 66'  |     |
| MC              | 7  | Daniel Carvalho        |      |     |
| DV              | 11 | Vágner Love            |      |     |
| Substituts:     |    |                        |      |     |
| PO              | 1  | Veniamin Mandrykin     |      |     |
| MC              | 2  | Deividas Šemberas      | 66'  |     |
| MC              | 8  | Rolan Gusev            | 90'  |     |
| MC              | 10 | Dudu Cearense          | 101' | 85' |
| DV              | 13 | Sergey Samodin         |      |     |
| Entrenador:     |    |                        |      |     |
| Valeri Gazzàiev |    |                        |      |     |

| Home del Partit: Djibril Cissé (Liverpool FC) Àrbitres assistent: Adriaan Inia (Països Baixos) Rob Meenhuis (Països Baixos) Quart àrbitre: Eric Braamhaar (Països Baixos) | Regles de partit - 90 minuts - 30 minuts de pròrroga si cal - Tanda de penals si persisteix l'empat - Cinc substituts a la banqueta - Màxim de tres substitucions |

| Supercopa d'Europa 2005   |
| ------------------------- |
| Anglaterra                |
| Liverpool FC Tercer títol |

### Estadístiques
| Estadístiques          | Liverpool FC | CSKA Moscou |
| ---------------------- | ------------ | ----------- |
| Gols                   | 0            | 1           |
| Xuts totals            | 9            | 2           |
| Xuts a porteria        | 2            | 1           |
| Possessió de la pilota | 67%          | 33%         |
| Córners                | 2            | 0           |
| Faltes comeses         | 9            | 6           |
| Fores de joc           | 0            | 1           |
| Targetes grogues       | 1            | 0           |
| Targetes vermelles     | 0            | 0           |

| Estadístiques          | Liverpool FC | CSKA Moscou |
| ---------------------- | ------------ | ----------- |
| Gols                   | 3            | 0           |
| Xuts totals            | 11           | 7           |
| Xuts a porteria        | 6            | 2           |
| Possessió de la pilota | 60%          | 40%         |
| Córners                | 2            | 3           |
| Faltes comeses         | 15           | 9           |
| Fores de joc           | 1            | 4           |
| Targetes grogues       | 3            | 1           |
| Targetes vermelles     | 0            | 0           |

| Estadístiques          | Liverpool FC | CSKA Moscou |
| ---------------------- | ------------ | ----------- |
| Gols                   | 3            | 1           |
| Xuts totals            | 20           | 9           |
| Xuts a porteria        | 8            | 3           |
| Possessió de la pilota | 60%          | 40%         |
| Córners                | 4            | 3           |
| Faltes comeses         | 24           | 15          |
| Fores de joc           | 1            | 5           |
| Targetes grogues       | 4            | 1           |
| Targetes vermelles     | 0            | 0           |

## Post-partit
L'entrenador del Liverpool Rafael Benítez estava feliç amb els seus jugadors després d'haver-se refet i guanyar el partit: "Ha estat un partit difícil. Controlàvem el joc, passant-nos la pilota i llavors ens vam equivocar i vam haver de treballar realment intensament per tornar. Van jugar bé, però penso que vam controlar el joc. Marcar tres gols no és fàcil. Puc dir que som molt feliços ara amb aquest trofeu. Ara és l'hora de gaudir de la nostra victòria." Amb cinc dies del mercat de transferència restants, Benítez va rebutjar especular sobre si el Liverpool signaria Michael Owen, declarant, "m'agraden els jugadors bons, en tenim molts aquí."
L'entrenador del CSKA Valeri Gazzàiev va elogiar els seus jugadors tot i la seva derrota i va dir que les lesions podien haver estat un factor determinant en la pèrdua del partit: "El partit era satisfactori – havíem seguit el pla que vam preparar, però, tot i això, vam cometre dues errades. En general, penso que el nostre equip va jugar molt bé, però naturalment és una llàstima que no guanyéssim. Vam tenir moltes ocasions bones, però no ho vam aconseguir. El Liverpool va jugar tal com vam esperar – van jugar amb un estil bastant agressiu. No ens vam sentir incòmodes, però vam fer un parell d'errades." Gazzàiev es va lamentar per les lesions que el seu equip va patir, i va indicar que podria haver-hi hagut un resultat diferent si haguessin tingut alguns jugadors en forma.
Malgrat els dos gols de Cissé, hi va haver especulació enllaçant el Liverpool amb Michael Owen, qui havia deixat el club per anar al Reial Madrid un any abans. Aficionats del Liverpool fins i tot van corejar el nom d'Owen durant el partit, cantant, "Només hi ha un Michael Owen." Cissé va subratllar la importància de marcar dos gols amb l'especulació que s'havia estès: "és clar que marcar dos gols a la Supercopa és important per mi, perquè hi ha hagut molta especulació sobre el meu futur i sobre la meva posició dins del club." El defensa del Liverpool Jamie Carragher va exposar la importància dels dos gols per Cissé: "Cissé va voler demostrar quelcom – volia mostrar a tothom el que pot fer. Som els jugadors – depèn de nosaltres jugar i l'entrenador decideix quins jugadors tenim." Carragher va confirmar que el Liverpool va trobar a faltar el seu capità Gerrard, però estava encantat d'haver guanyat el partit malgrat això.